# ذؤنون تتاري
الذُّؤْنُون التَّتَارِيّ (الاسم العلمي: Cistanche salsa) هو نوع نبات من جنس الذؤنون والفصيلة الهالوكية. وهو نبات طفيلي يتطفّل على نوع نبات من الفصيلة السرمقية.

## وصف النبتة
يبلغ طول هذه النبتة بين 10 و45 سم. تكون الساق غالباً دون أغصان ونادرا يشعّب منها غُصْنَيْن أو ثلاثة أغصان. تكون الأوراق بيضاوية مستطيلة أو بيضاوي مستدقة، يبلغ طولها بين 6 و16 مم وعرضها بين 5 و8 مم. يزهر الظؤنون التتاري بين شهري مايو ويونيو، ويثمر بين شهري يونيو وسبتمبر. يكثر الذؤنون التتاري في المنحدرات، على ارتفاع يبلغ بين 700 و2700 م، في الصين ومنغوليا وكازاخستان وقرغستان وطاجيكستان وتركمانستان وأوزباكستان.